# Ольховка (Козельский район)
Ольховка — деревня в Козельском районе Калужской области. Входит в состав Сельского поселения «Село Бурнашево».
Расположена примерно в 2 км к юго-западу от села Бурнашево.

## Население
На 2010 год население составляло 5 человек.